# Rosemary Radford Ruether
Rosemary Radford Ruether (* 2. November 1936 in Saint Paul, Minnesota als Rosemary Radford; † 21. Mai 2022 in Pomona, Kalifornien) war eine US-amerikanische Theologin.

## Leben
Ruether studierte römisch-katholische Theologie, Philosophie und Geschichte und erwarb 1960 ihren M.A. in Alter Geschichte sowie 1965 ihren Ph.D. in Classics an der Claremont Graduate School. Sie lehrte von 1965 bis 1975 an der Howard University in Washington, D.C. und von 1976 bis 2002 am Garrett - Evangelical Theological Seminary in Evanston (Illinois). Von 2002 bis zu ihrer Emeritierung 2005 war sie Carpenter Professor of Feminist Theology an der Claremont School of Theology und an der Claremont Graduate University in Claremont.
Seit den frühen 1960er Jahren engagierte Ruether sich in der Bürgerrechtsbewegung. 1984 unterzeichnete sie die Kampagne A Catholic Statement on Pluralism and Abortion. Ab 1985 saß sie im Vorstand der US-amerikanischen Organisation Catholics for Choice. Sie setzte sich für die Frauenordination in der römisch-katholischen Kirche ein und war eine Vertreterin der Feministischen Theologie. Als Autorin schrieb sie etliche Bücher. Sie erhielt Ehrendoktorwürden von der Universität Uppsala und vom Whittier College.
Ruether war verheiratet und hat drei Kinder. Sie lebte mit ihrer Familie in Kalifornien.

## Schriften (Auswahl)
- The Church Against Itself. New York, 1967, Herder and Herder
- Gregory of Nazianzus. Oxford: 1969, Oxford University Press
- Faith and fratricide: the theological roots of anti-Semitism, New York 1974, Seabury Press, ISBN 978-0-8164-2263-0.
  - Nächstenliebe und Brudermord. Die theologischen Wurzeln des Antisemitismus. Kaiser, München 1978. ISBN 3-459-01131-9.
- New Woman, New Earth: Sexist Ideologies and Human Liberation. The Seabury Press, New York 1975.
  - Frauen für eine neue Gesellschaft. Frauenbewegung und menschliche Befreiung. Pfeiffer, München 1979. ISBN 3-7904-0313-X.
- Mary – The Feminine Face of the Church. Westminster Press, Philadelphia 1977.
  - Maria, Kirche in weiblicher Gestalt. Kaiser, München 1980. ISBN 3-459-01286-2.
- Womanguides: readings toward a feminist theology. Beacon Press 1985.
  - Frauenbilder - Gottesbilder. Feministische Erfahrungen in religionsgeschichtlichen Texten. Gütersloher Verlagshaus Mohn, Gütersloh 1987. ISBN 3-579-00490-5.
- Women-Church: Theology and Practice of Feminist Liturgical Communities. Harper & Row 1988.
  - Unsere Wunden heilen, unsere Befreiung feiern. Rituale in der Frauenkirche. Kreuz, Stuttgart 1988. ISBN  	3-7831-0931-0.
- Sexism and God-Talk: Toward a Feminist Theology, Beacon Press, 1993, ISBN 0-8070-1205-X.
  - Sexismus und die Rede von Gott. Schritte zu einer anderen Theologie. Gütersloher Verlagshaus Mohn, Gütersloh 1985; 2. Auflage 1990. ISBN 3-579-00488-3.
- Gaia and God: An Ecofeminist Theology of Earth Healing, Harper-Collins, 1994, ISBN 978-0-06-066967-6.
  - Gaia & Gott. Eine ökofeministische Theologie der Heilung der Erde. Ed. Exodus, Luzern 1994. ISBN 3-905575-91-4.
- In Our Own Voices: Four Centuries of American Women’s Religious Writing (gemeinsam mit Rosemary Skinner Keller), Harper-Collins, 1996, ISBN 0-06-066840-7.
- Introducing Redemption in Christian Feminism (editor), Continuum (1998) ISBN 1-85075-888-3.
- The Wrath of Jonah: The Crisis of Religious Nationalism in the Israeli-Palestinian Conflict, Augsburg Fortress, 2002, ISBN 0-8006-3479-9.
- Mountain Sisters: From Convent To Community In Appalachia, Forward (University Press of Kentucky, 2004)
- Integrating Ecofeminism Globalization and World Religions, Rowman & Littlefield Publishers, 2005, ISBN 0-7425-3529-0.
- Encyclopedia of Women And Religion in North America, (gemeinsam mit Rosemary Skinner Keller), Indiana University Press, 2006.
- Goddesses and the Divine Feminine: A Western Religious History, Berkeley and Los Angeles, 2005, University of California Press. ISBN 0-520-23146-5.
- Catholic Does Not Equal the Vatican: A Vision for Progressive Catholicism, New Press, 2008.
- America, Amerikkka: Elect Nation & Imperial Violence, Equinox, 2007, ISBN 1-84553-158-2.
- Christianity and Social Systems: Historical Constructions and Ethical Challenges, Rowman & Littlefield Publishers, 2009.